# Tampa Bay Buccaneers 1993
La stagione 1993 dei Tampa Bay Buccaneers è stata la 18ª della franchigia nella National Football League. Questa annata fu vista come una di ricostruzione per l'allenatore Sam Wyche che senza più il quarterback Vinny Testaverde si affidò al giovane Craig Erickson, un altro giocatore dell'Università di Miami che aveva condotto al titolo nazionale.
I Buccaneers del 1993 ottennero distinzione di essere stata l'unica squadra della storia della NFL ad avere giocato 11 partite contro squadre che avrebbero raggiunto i playoff quell'anno; in quelle gare la squadra ebbe un record parziale di 3-8.

## Scelte nel Draft 1993
|  | = Pro Bowler |

| Scelta | Giro | Giocatore        | Ruolo            | College          |
| 6      | 1    | Eric Curry       | Defensive End    | Alabama          |
| 34     | 2    | Demetrius DuBose | Linebacker       | Notre Dame       |
| 60     | 3    | Lamar Thomas     | Wide Receiver    | Miami            |
| 82     | 3    | John Lynch       | Defensive Back   | Stanford         |
| 91     | 4    | Rudy Harris      | Running Back     | Clemson          |
| 104    | 4    | Horace Copeland  | Wide Receiver    | Miami            |
| 145    | 6    | Chidi Ahanotu    | Defensive Tackle | California       |
| 176    | 7    | Tyree Davis      | Wide Receiver    | Central Arkansas |
| 220    | 8    | Darrick Branch   | Wide Receiver    | Hawaii           |
| 224    | 8    | Daron Alcorn     | Kicker           | Akron            |

## Calendario
| Stagione regolare |                    |                        |                    |                    |                               |                    |                    |                    |
| Turno             | Data               | Avversario             | Risultato          | Ora                | Stadio                        | TV                 | Pubblico           | Record             |
| 1                 | 5/9/1993           | Kansas City Chiefs     | S 27–3             | 1:00               | Tampa Stadium                 | NBC                | 63,378*            | 0–1                |
| 2                 | 12/9/1993          | at New York Giants     | S 23–7             | 1:00               | Giants Stadium                | CBS                | 75,891             | 0–2                |
| 3                 | Settimana di pausa | Settimana di pausa     | Settimana di pausa | Settimana di pausa | Settimana di pausa            | Settimana di pausa | Settimana di pausa | Settimana di pausa |
| 4                 | 26/9/1993          | at Chicago Bears       | S 47–17            | 1:00               | Soldier Field                 | CBS                | 58,329             | 0–3                |
| 5                 | 3/10/1993          | Detroit Lions          | V 27–10            | 1:00               | Tampa Stadium                 | CBS                | 40,794*            | 1–3                |
| 6                 | 10/10/1993         | at Minnesota Vikings   | S 15–0             | 1:00               | Hubert H. Humphrey Metrodome  | CBS                | 54,215             | 1–4                |
| 7                 | Settimana di pausa | Settimana di pausa     | Settimana di pausa | Settimana di pausa | Settimana di pausa            | Settimana di pausa | Settimana di pausa | Settimana di pausa |
| 8                 | 24/10/1993         | Green Bay Packers      | S 37–14            | 1:00               | Tampa Stadium                 | CBS                | 47,354*            | 1–5                |
| 9                 | 31/10/1993         | at Atlanta Falcons     | V 31–24            | 1:00               | Georgia Dome                  | CBS                | 50,647             | 2–5                |
| 10                | 7/11/1993          | at Detroit Lions       | S 23–0             | 1:00               | Pontiac Silverdome            | CBS                | 65,295             | 2–6                |
| 11                | 14/11/1993         | San Francisco 49ers    | S 45–21            | 1:00               | Tampa Stadium                 | CBS                | 43,835*            | 2–7                |
| 12                | 21/11/1993         | Minnesota Vikings      | V 23–10            | 8:00               | Tampa Stadium                 | ESPN               | 40,848*            | 3–7                |
| 13                | 28/11/1993         | at Green Bay Packers   | S 13–10            | 1:00               | Lambeau Field                 | CBS                | 56,995             | 3–8                |
| 14                | 5/12/1993          | Washington Redskins    | S 23–17            | 1:00               | Tampa Stadium                 | CBS                | 49,035*            | 3–9                |
| 15                | 12/12/1993         | Chicago Bears          | V 13–10            | 1:00               | Tampa Stadium                 | CBS                | 56,667*            | 4–9                |
| 16                | 19/12/1993         | at Los Angeles Raiders | S 27–20            | 4:00               | Los Angeles Memorial Coliseum | CBS                | 40,532             | 4–10               |
| 17                | 26/12/1993         | at Denver Broncos      | V 17–10            | 4:00               | Mile High Stadium             | CBS                | 73,434             | 5–10               |
| 18                | 2/1/1994           | San Diego Chargers     | S 32–17            | 4:00               | Tampa Stadium                 | NBC                | 35,587*            | 5–11               |

 * = gara oscurata nella tv locali